# Khaleej Times
Pour les articles homonymes, voir Khaleej.

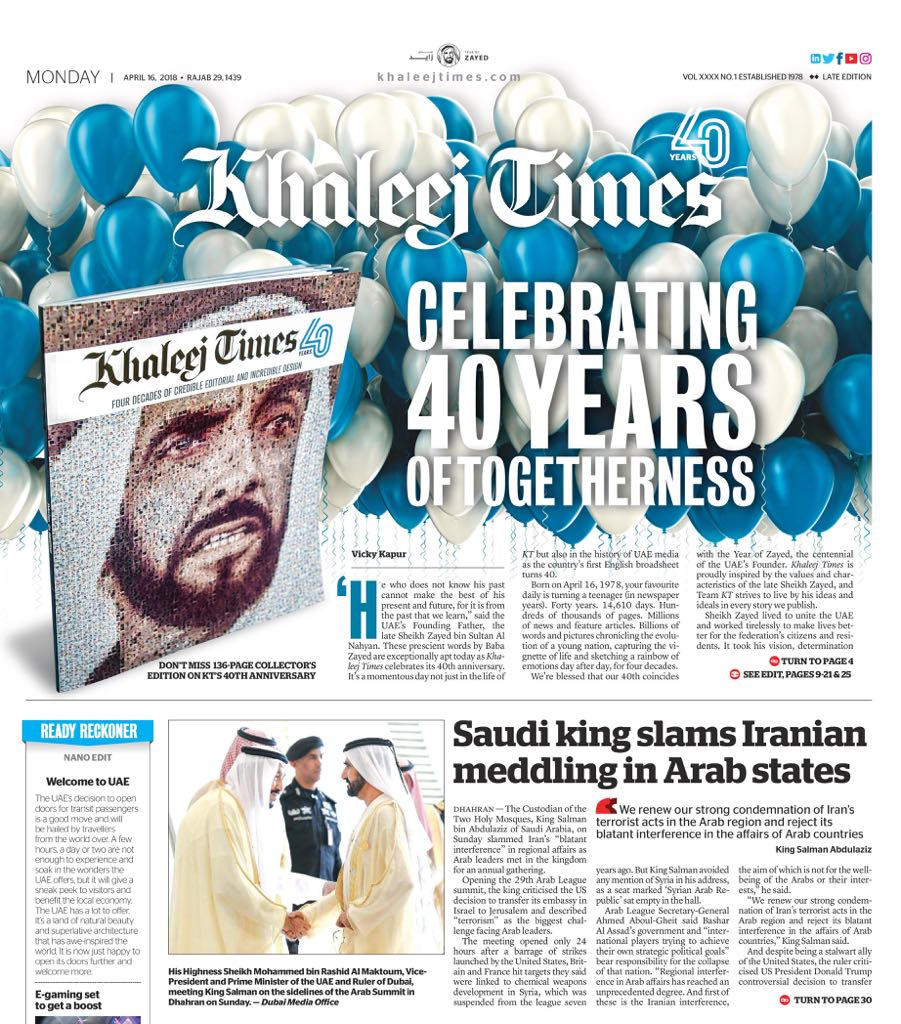
Une du Khaleej Files du 16 avril 2018 célébrant son 40e anniversaire. Khaleej Times est le premier journal anglais à être lancé aux Émirats arabes unis en 1978.

Le Khaleej Times est un journal quotidien en langue anglaise publié à Dubaï, aux Émirats arabes unis. Il est publié par le groupe Galadari Printing and Publishing et était le premier quotidien en langue anglaise aux Émirats arabes unis lors de son lancement en 1978.